# Phyllolabis beesoni
Phyllolabis beesoni är en tvåvingeart som beskrevs av Alexander 1929. Phyllolabis beesoni ingår i släktet Phyllolabis och familjen småharkrankar. Inga underarter finns listade i Catalogue of Life.